# Wołomin
Wołomin è un comune urbano-rurale polacco del distretto di Wołomin, nel voivodato della Masovia.
Ricopre una superficie di 59,52 km² e nel 2004 contava 49 688 abitanti.